# Sint-Bertiliabron

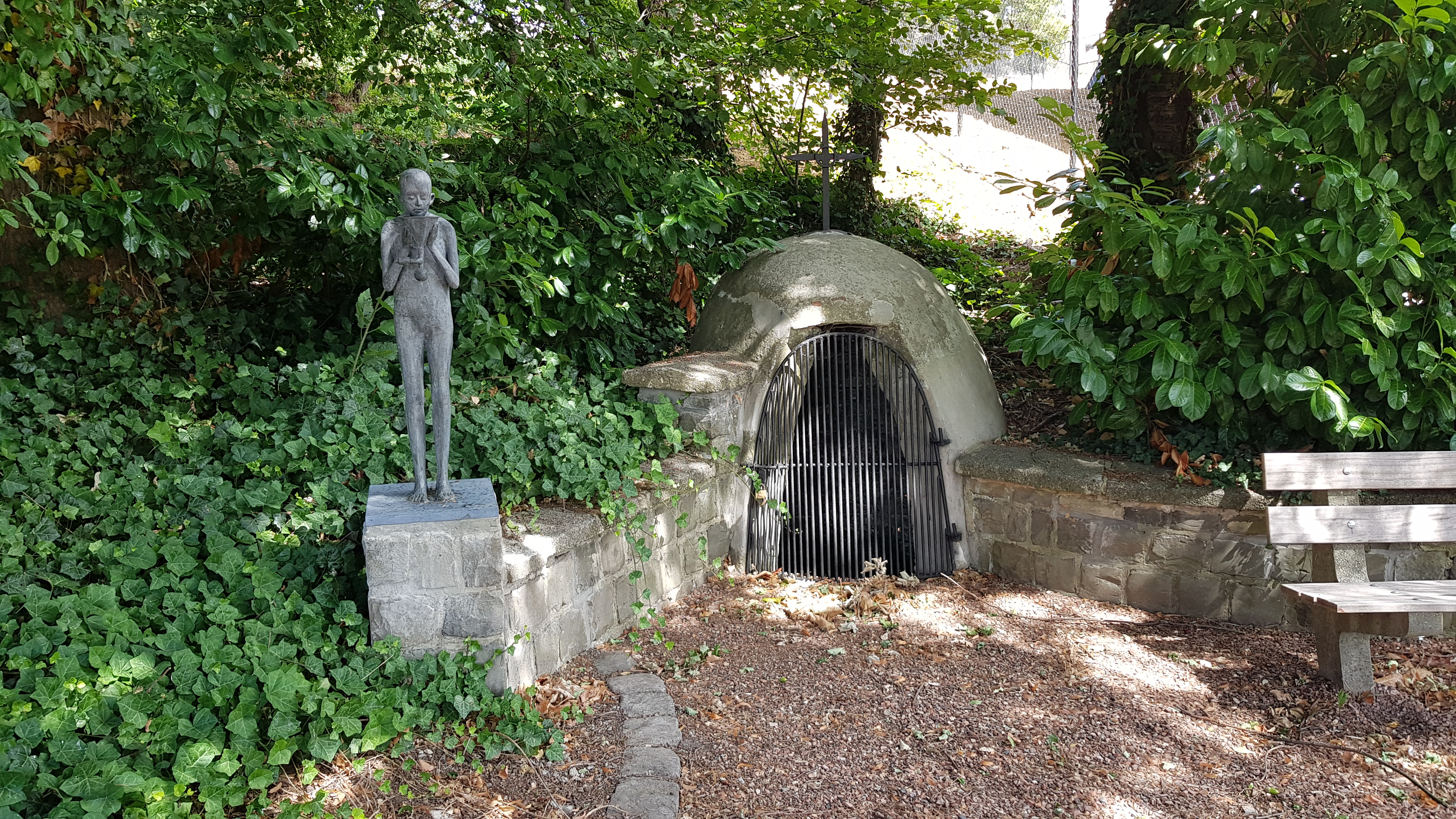
Sint-Bertiliabron

De Sint-Bertiliabron is een bron te Rosmeer, gelegen naast de pastorie in de Rosmeerstraat en op korte afstand van de kerk.
Tegenwoordig is dit een bronnetje dat zich bevindt in een betonnen koepel die voorzien is van een hekwerk. 
De Sint-Bertiliabron is Rosmeer was een belangrijk en eeuwenoud bedevaartsoord dat tot in de eerste helft van de 20ste eeuw duizenden pelgrims trok uit het hele land. 
De heilige Bertilia zou probaat helpen tegen ziekten van mens en dier. Op de eerste zondag in mei lopen de bedevaartgangers zevenmaal van de kerk naar de bron en terug. De bron speelde een belangrijke rol bij de aanroeping. Er werden stukjes stof van de kleding van de zieken in het water gegooid. Als het lapje bleef drijven, dan was het gebed verhoord, maar als het zonk moest men zich wenden tot een andere heilige. 
De oudste vermelding van de Sint-Bertiliaput in Rosmeer is van 1638 maar de verering van Sint-Bertilia is ouder, die werd al vermeld in de 13de eeuw. 
De Sint-Bertilia van Rosmeer werd in de volksdevotie beschouwd als de moeder van de Heilige Drie Gezusters: Sint-Genova, Sint-Bertilia en Sint-Eurotropia  die ook vereerd worden in Zuid-Limburg (Genoveva in Zepperen, Bertilia in Brustem en Eutropia in Rijkel) en die vaak in één bedevaart bezocht werden. Waarschijnlijk heeft hun verering een oorsprong in een verchristelijking van de verering van heidense, mogelijk Keltische, moedergodinnen.
Mogelijk gaat ook de verering van Sint-Bertilia in Rosmeer terug op een heidense cultus ter plaatse. 